# One Less Lonely Girl
One Less Lonely Girl (OLLG) è un brano musicale del cantante canadese Justin Bieber, pubblicato come secondo singolo estratto dall'album My World del 2009. Il video musicale prodotto per il brano è stato diretto da Roman White, e presentato in anteprima sul sito perezhilton.com. Il filmato è riuscito a ottenere la certificazione Vevo.

## In concerto
La tradizione di ogni concerto dice che, durante ogni esibizione di Justin della canzone One Less Lonely Girl, venga scelta una ragazza tra il pubblico (la "One LessLonely Girl") che riceverà dei fiori o una corona di fiori da Justin. Egli canta per lei e al termine della canzone, i due ragazzi tornano nel backstage.

## Tracce
Promo - CD-Single Island - (UMG)
1. One Less Lonely Girl - 3:51

## Classifiche
| Classifica (2009/2010) | Posizione più alta |
| ---------------------- | ------------------ |
| Australia              | 82                 |
| Austria                | 54                 |
| Belgio (Fiandre)       | 25                 |
| Canada                 | 10                 |
| Germania               | 22                 |
| Regno Unito            | 62                 |
| Stati Uniti            | 16                 |